# Alexander Moreira-Almeida
Alexander Moreira de Almeida (Três Rios, 28 de março de 1974) é um psiquiatra e parapsicólogo brasileiro, professor associado da UFJF, notório por suas publicações sobre fenômenos paranormais, saúde, transtornos mentais, problema mente-corpo, religião e espiritualidade.
Participante ativo do movimento espírita e influenciado por Allan Kardec, atualmente ele é o coordenador das seções de relação entre espiritualidade, religião e saúde mental da World Psychiatric Association e da Associação Brasileira de Psiquiatria. Ele foi premiado em 2006 pela Parapsychology Foundation e também é membro da Parapsychological Association, participando da sua diretoria entre 2011 e 2012.
Ele realiza ampla divulgação de suas publicações junto aos meios de comunicação, que muitas vezes fazem uma cobertura positiva de suas publicações e alegações. Mas seus artigos também são criticados devido a falhas metodológicas por jornalistas e divulgadores científicos.
Suas publicações são citadas pela Federação Espírita Brasileira, pela Associação Médico-Espírita de São Paulo e pela Associação Médico-Espírita Internacional como evidências científicas que supostamente comprovariam os dogmas do kardecismo, especialmente os relacionados à mediunidade.
Moreira-Almeida é um dos fundadores do "Manifesto for a Post-Materialist Science" e da consequente "The Campaing for Open Science". Um artigo na revista Skeptical Inquirer criticou duramente o manifesto, chamando-o de "cortina de fumaça" que tenta usar a mecânica quântica para promover pseudociências.

## Carreira
Alexander Moreira-Almeida graduou-se em medicina na UFJF, fez residência médica e doutorado em psiquiatria na Universidade de São Paulo e realizou seu pós-doutorado em psiquiatria na Universidade de Duke, sob a orientação de Harold Koenig em 2005-2006.
Na Universidade de São Paulo ele coordenou o Núcleo de Estudos de Problemas Espirituais e Religiosos (NEPER), fundado por ele em 2000 junto com os psiquiatras Jorge Wohwey Ferreira Amaro, Hyong Jin Cho e Francisco Lotufo Neto.
Atualmente Moreira-Almeida é professor de psiquiatria e semiologia na Faculdade de Medicina da Universidade Federal de Juiz de Fora (UFJF), onde fundou e dirige desde 2006 o Núcleo de Pesquisas em Espiritualidade e Saúde (NUPES), que faz parte do Programa de Pós-Graduação em Saúde da UFJF, organiza grandes congressos da área e conta com uma ampla gama de pesquisadores em âmbito nacional e internacional.
É o coordenador da Seção de Espiritualidade, Religiosidade e Psiquiatria da World Psychiatric Association e também o coordenador da Comissão de Estudos em Espiritualidade e Saúde Mental da Associação Brasileira de Psiquiatria. Moreira-Almeida também faz parte de um grupo da Organização Mundial de Saúde (OMS), que revisa os critérios para diagnósticos de transtornos mentais para a futura Classificação Internacional de Doenças (CID-11). Entre agosto e setembro de 2013 ele foi professor visitante na Universidade Técnica da Renânia do Norte-Vestfália em Aachen.

## Relações com o espiritismo
Alexander é oriundo de uma família espírita e atua em várias atividades relacionadas ao Espiritismo. Ele também pesquisa o médium Chico Xavier, divulga sua opinião contrária ao aborto através de instituições espíritas, realiza palestras em centros espíritas, ministra cursos  e realiza assistências médicas em instituições ligadas a esta religião, além de participar de congressos promovidos por associações deste campo religioso. Suas publicações são citadas pela Federação Espírita Brasileira, pela Associação Médico-Espírita de São Paulo e pela Associação Médico-Espírita Internacional como evidências científicas favoráveis às concepções espíritas, principalmente as relacionadas à mediunidade.
Em 2007 ele se negou a revelar sua crença religiosa à revista Época, apesar da reportagem tratar do médium João de Deus e mencionar detalhes de sua  publicação sobre o médium.
Em 2010 a revista Superinteressante lhe perguntou: "Como adquiriu conhecimentos sobre espiritismo? Vem de uma família espírita? Onde estudou? Você é membro da AME ou da ABRAPE?". Alexander respondeu:
Desde criança tive bastante contato com a diversidade religiosa brasileira: espíritas, católicos, umbandistas e protestantes. Ao mesmo tempo, sempre tive uma atitude muito crítica, questionadora e investigativa. Ao ter contato com as diversas experiências espirituais proporcionadas por estas religiões, fui desenvolvendo um interesse investigativo em conhecer melhor estas vivências, frequentemente ignoradas pelos cientistas e aceitas de modo ingênuo pelos religiosos. Como eu escrevi em um artigo, é preciso trilhar o estreito caminho entre a credulidade ingênua e o ceticismo radical. Não sou membro da AME ou da ABRAPE. Sobre minhas perspectivas metodológicas: "Diretrizes metodológicas para investigar estados alterados de consciência e experiências anômalas" e "Investigando o desconhecido: filosofia da ciência e investigação de fenômenos “anômalos” na psiquiatria".
Alexander defende, junto à Associação Mundial de Psiquiatria, que as pesquisas em espiritualidade são altamente importantes para a ciência. A conclusão de sua tese de doutorado, "Fenomenologia das experiências mediúnicas, perfil e psicopatologia de médiuns espíritas", é que a mediunidade é uma uma condição não-patológica. Ele foi fortemente influenciado pelas ideias de Allan Kardec, afirmando que o criador do espiritismo fez "uma abordagem revolucionária da espiritualidade".

## Relações com a Fundação John Templeton
Moreira-Almeida informa em seu currículo Lattes que desde 2012 é "Revisor de projeto de fomento" da Fundação John Templeton (JTF) e que em 2013 participou de um encontro do conselho de assessores da fundação sobre psicologia da religião no Brasil. Promotora do Prêmio Templeton, a JTF sofre severas críticas por parte da comunidade científica. A JTF também é duramente criticada por Richard Dawkins no livro Deus, um delírio por, segundo ele, corromper a ciência, apoiar publicações religiosas fundamentalistas cristãs como a Bible Literacy Report e também financiar cientistas religiosos.
Em abril de 2016 ele foi um dos organizadores e palestrante de um evento patrocinado pela JTF e em 2018 publicou um artigo em que agradece o financiamento da fundação.

## Ciência pós-materialista
Em fevereiro de 2014 Alexander foi um dos 8 participantes da International Summit on Post-Materialist Science, Spirituality and Society (em português:  Cúpula Internacional sobre Ciência Pós-Materialista, Espiritualidade e Sociedade), que aconteceu em Tucson, nos Estados Unidos. A programação do evento mostra que ele apresentou 2 palestras.
O evento foi organizado por Gary E. Schwartz, do Laboratory for Advances in Consciencious Studies da Universidade do Arizona;  por Lisa Jane Miller da Universidade de Columbia e por um ex-patrocinado da John Templeton Foundation, Mario Bauregard, também da Universidade do Arizona. Ao final, junto com os organizadores, Alexander e outros parapsicólogos como Rupert Sheldrake e Charles T. Tart elaboraram o Manifesto for a Post-Materialist Science (em português:  Manifesto por uma Ciência Pós-Materialista).
Após esse encontro Alexander foi um dos fundadores da campanha "The Campaign for Open Science", que tem entre suas missões criar uma enciclopédia online que forneça informações sobre ciência supostamente mais confiáveis que as da Wikipédia.

## Publicações selecionadas
- Almeida, A. M. de; T. M. de Almeida, A. M. Gollner (2000). «Cirurgia espiritual: uma investigação». Revista da Associação Médica Brasileira. 46 (3): 194-200
- Alexander, Moreira-Almeida (2006). «Book review: Is there life after death? An examination of the empirical evidence, by D. Lester». Journal of Near-Death Studies (em inglês). 24 (4): 245-254
- Moreira-Almeida, Alexander; Harold G. Koenig (2006). «Retaining the meaning of the words religiousness and spirituality: A commentary on the WHOQOL SRPB group's "A cross-cultural study of spirituality, religion, and personal beliefs as components of quality of life" (62: 6, 2005, 1486–1497)». Social Science & Medicine (em inglês). 63 (4): 843–845
- Moreira-Almeida, Alexander; Francisco Lotufo Neto, Etzel Cardeña (2008). «Comparison of Brazilian Spiritist Mediumship and Dissociative Identity Disorder». The Journal of Nervous and Mental Disease (em inglês). 196 (5): 420–424
- Moreira-Almeida, Alexander (2009). «Differentiating spiritual from psychotic experiences». The British Journal of Psychiatry (em inglês). 195 (4): 370–371
- Menezes-Jr, Adair; Alexander Moreira-Almeida (2010). «Religion, Spirituality, and Psychosis». Current Psychiatry Reports (em inglês). 12 (3): 174–179
- Moreira-Almeida, Alexander; Santos, Franklin Santana (eds.) (2012). Exploring Frontiers of the Mind-Brain Relationship - Springer. Col: Mindfulness in Behavioral Health (em inglês). New York: Springer Science+Business Media
- Peres, Julio Fernando; Alexander Moreira-Almeida,  Leonardo Caixeta,  Frederico Leao,  Andrew Newberg (2012). «Neuroimaging during trance state: a contribution to the study of dissociation». PLoS ONE. 7 (11): e49360
- Moreira-Almeida, Alexander (2013). «Religion and health: the more we know the more we need to know». World Psychiatry (em inglês). 12 (1): 37–38
- Rocha, Alexandre Caroli; Denise Paraná, Elizabeth Schmitt Freire, Francisco Lotufo Neto, Alexander Moreira-Almeida (2014). «Investigating the Fit and Accuracy of Alleged Mediumistic Writing: A Case Study of Chico Xavier's Letters». EXPLORE: The Journal of Science and Healing (em inglês). 10 (5): 300–308

Em 2000, numa de suas primeiras publicações revisada por pares, após analisar as cirurgias espirituais realizadas pelo médium João de Deus, ele afirmou que "Pode-se concluir que as cirurgias estudadas e os materiais extraídos são reais, não há utilização de técnica asséptica ou anestésica, mas não foi detectada nenhuma infecção e apenas um paciente referiu dor. Como não houve identificação de fraudes, o fenômeno necessita de posteriores estudos...". Em 2007 a revista Época afirmou que o médium exibia uma cópia do artigo em sua casa, usando-o para obter "respaldo científico" às suas atividades paranormais apesar dos resultados inconclusivos obtidos. Para a reportagem, uma das coautoras do estudo, Angela Gollner, declarou-se constrangida pelo uso do artigo pelo médium: “Ele fez daquilo uma máquina de propaganda”. Alexander afirmou desconhecer o fato. A revista Istoé também mencionou o artigo e foi criticada no Observatório da Imprensa. Em 2009 Moreira-Almeida publicou mais informações sobre essas cirurgias espirituais em uma revista chamada The Journal of Shamanic Practice, incluindo análises de tecidos retirados das pessoas nas cirurgias espirituais. Nesta mesma publicação, antes deste artigo, uma agência de viagens divulgava serviços de turismo religioso para visitas ao médium João de Deus em Abadiânia.
Alguns capítulos do livro Exploring frontiers of the mind-brain relationship, oriundo de um evento promovido pela USP e pela UFJF, foram publicados em uma série denominada "Mente-Cérebro" pela Revista de Psiquiatria Clínica da Faculdade de Medicina da Universidade de São Paulo. Os 12 capítulos do livro deram origem a 10 artigos na Revista de Psiquiatria Clínica. Os capítulos não traduzidos foram "No-Collapse Physics and Consciousness" e "The “Quantum Soul”: A Scientific Hypothesis", este com a participação de um ganhador do Prêmio IgNobel, o controvertido "guru da nova era" Deepak Chopra.

## Recepção

### Positiva
Alexander recebeu por duas vezes, em 2011 e em 2012, o prêmio Top Ten Cited, como o autor principal do artigo mais citado ("Religiosidade e saúde mental: uma revisão") da Revista Brasileira de Psiquiatria. No artigo ele apresenta uma extensa revisão bibliográfica (85 artigos) sobre o que ele chama de evidências científicas nas relações entre religião e saúde mental.
Na Revista Brasileira de Psiquiatria a psiquiatra Neusa Sica da Rocha, da Faculdade de Medicina da UFRGS, escreveu que Alexander é um respeitado professor e pesquisador na área de seu livro Exploring Frontiers of the Mind-Brain Relationship, afirmando também que Alexander "tem se destacado na ciência brasileira pela ousadia de estudar a questão da espiritualidade de maneira exemplar e séria, buscando, como bem demonstra o livro, fugir aos reducionismos" e que os editores e colaboradores do livro "devem ser cumprimentados por essa conquista para a literatura científica brasileira".
O neuropsiquiatra e parapsicólogo ligado ao Rhine Research Center, Vernon M. Neppe, afirmou no Journal of Parapsychology: "Exploring Frontiers of the Mind-Brain Relationship é uma contribuição importante. Fornece um equilíbrio entre as análises puramente físicas da consciência e as análises psicobiológicas. Desta forma, tenta colmatar a filosofia da mente com a ciência. Examina empiricamente fenômenos transcendentes, como estados alterados místicos, experiências de quase-morte e de fim de vida, experiências mediúnicas e memórias de vidas passadas. Consequentemente, os 12 capítulos deste livro enfrentam os rígidos dilemas científicos, e seu elenco de cientistas deve ser elogiado[...] Os dois editores são respeitados cientistas brasileiros: Alexander Moreira-Almeida é um psiquiatra que tem enfrentado a sério a espiritualidade[...]".
O psicólogo e parapsicólogo David Luke, sobre visita ao Brasil, escreveu que ficou "profundamente enamorado com os esforços sérios e organizados" de Moreira-Almeida e Wellington Zangari em legitimarem a parapsicologia entre pesquisadores brasileiros.
A Associação Brasileira de Psiquiatria definiu Alexander Moreira-Almeida como um dos líderes mundiais na área da pesquisa sobre espiritualidade, o encarregando como organizador do “I Encontro Global de Espiritualidade e Saúde Mental”, no Congresso Brasileiro de Psiquiatria de 2015.

### Críticas
Considerando que a mediunidade é uma encenação feita pelo médium, o neurocientista Steven Novella criticou em seu blog um artigo publicado na revista PlosOne do qual Alexander é coautor. Como os próprios autores admitem no artigo, Novella destaca tratar-se de um estudo exploratório e por isso não se podem tirar maiores conclusões a partir dele. O artigo afirma que os resultados das análises de tomografia computadorizada por emissão de fóton único permitiram concluir que os médiuns psicógrafos não estavam encenando. Novella discorda disso considerando dois aspectos: o estudo incorre na falácia da falsa dicotomia e também não separou as possibilidades de encenação subconsciente de médiuns experientes dos chamados estados dissociativos, interpretados como experiências espirituais no artigo.
Em janeiro de 2015 o artigo sobre as cartas de Chico Xavier, financiado com recursos da Fundação de Amparo à Pesquisa do Estado de São Paulo, foi criticado pelos jornalistas de divulgação científica Carlos Orsi, na revista Galileu e Maurício Tuffani, no jornal Folha de S. Paulo. Ambos questionaram a validade dos resultados e das conclusões apresentados, discutindo especialmente as falhas metodológicas da publicação. Mas o artigo também foi criticado por causa do baixo fator de impacto da revista Explore: The Journal of Science & Healing. Tuffani posteriormente publicou uma resposta de Alexander, mas manteve as críticas anteriores.
Em outubro de 2015 o "Manifesto for a Post-Materialist Science" foi duramente criticado em um artigo da revista Skeptical Inquirer. Segundo Sadri Hassani, o manifesto é uma "cortina de fumaça" que tenta usar a mecânica quântica, uma teoria materialista, para justificar pseudociências. Segundo Hassani, o manifesto, ao afirmar que "a mecânica quântica (...) mina a suposição clássica do materialismo" distorce a realidade, já que a mecânica quântica foi desenvolvida em torno de observações do átomo de hidrogênio, uma entidade material.